# Трагедија
Трагедија (грч. τραγῳδία) је врста драме у којој главни лик или идеје за које се он бори, нестају или пропадају - исход је трагичан. Настала је у античкој Грчкој, постигнувши највећи процват у V веку пне. Сама реч долази од грчких ријечи τράγος јарац и ᾠδή песма. Није у потпуности јасно зашто је тај облик драме прозван „јарчевом песмом“. Могуће је да су први извођачи били огрнути јарчевом кожом или пак јарца добијали као награду или плату за своју приредбу. Можда је назив повезан са жртвом која се приносила у време фестивала трагедије и „трагичним“ звуком који је јарац производио приликом жртвовања.
Према грчком филозофу Аристотелу, темељна улога трагедије је катарза, односно осећај сажаљења којег трагедија мора изазвати код гледаоца. Дакле, трагедија мора продубити гледаочеве моралне особине и у њему подстакнути осећање, те на тај начин прочистити његову душу (грч. κάθαρσις прочишћење).
Старогрчка трагедија имала је обредни смисао. Њезина је тематика узета из митова, а у изведби хор игра важну улогу. Изводили су је посебно одевени глумци који су носили маске. Њени су главни делови били пролог (према грч. prologos, реч-говор на почетку, предговор), затим епизодијум (од грч. episodion, накнадни улазак глумца ка хору) који је означавао дијалошки део између хорских песама, стасим (према грч. stasimon, стајаћа песма хора), тј, хорска песма између дијалошких делова и ексод (према грч. eksodos, излазак) који означава излазну песму хора на крају трагедије. Дијалози су се у трагедији рецитовани, а песме су се певале уз плес и музичку пратњу коју је компоновао сам песник.
У развоју драмске књижевности трагедија је изгубила обредни смисао, улога хора с временом је мања или је хор потпуно напуштен, композиција је постала слободнија, а искључиво митску тематику замењује историјска тематика или тематика актуалних друштвених сукоба. Остају, међутим, ипак неке карактеристике на темељу којих се може говорити о трагедији као посебној драмској врсти у свим књижевним раздобљима.

## Опште карактеристике трагедије
Опште карактеристике трагедије: трагички јунак, трагичка кривица, трагички завршетак и узвишен стил.
- Трагични јунак је централни лик трагедије, који умире не због властите кривице, већ судбине која му је донела несрећу (без кривице крив). Трагички јунак у најширем смислу речи жртва је властите несрећне судбине. Он се сукобљава са другим карактерима или са својом околином због неких идеала које супротставља стварности, због властите племенитости, вредности, неким моралним начелима или због личног стицаја животно важних околности.
- Трагични сукоб је сукоб трагичног јунака с осталим ликовима који имају различита уверења од његових.
- Трагична кривица је кривица због које трагични јунак трпи. Његова трагичка кривица зато није намерна погрешка или кршење закона, него је резултат судбинске заблуде, неминовног сукоба идеала и збиље, или пак његове унутрашње моралне надмоћи над другима који пак заступају једно могуће етичко стајалиште, али нпр. оно које се односи на прошлост, док трагички јунак заступа начела новог морала будућности.
- Трагични крај је крајњи расплет трагедије у којем јунак тешко страда: убијају га или се сам убија, бива прогнан и сл. Трагички завршетак је коначна цена коју јунак плаћа за властиту доследност, а његова је жртва највећа жртва коју човек може дати, властити живот.
- Узвишени стил је тон којим је писана трагедија, специфичан по својој узвишености, којој је улога радњу трагедије учинити још драматичнијом. Узвишеним стилом, пак, назива се такав избор језичних средстава израза у којем превладавају елементи свечаног, достојанственог говора.

### Аристотелова дефиниција трагедије
Трагедија је подражавање озбиљне и завршне радње, говором који је отмен и посебан за сваку врсту у појединим деловима, лицима која делају, а не приповедају; а изазивањем сажаљења и страха врши се прочишћавање таквих афеката.
Аристотел, први теоретичар трагедије, сматрао је да трагедија треба да изазива страх и сажаљење те тако прочистити осећаје гледалаца. То прочишћење зове он катарзом (од грч. katharsis, према kathairo, чистим). На темељу Аристотеловог мишљења о катарзи развиле су се касније многе теорије о катарктичком деловању трагедије или драме у ћелини, те и такве теорије које сврху ћелокупне књижевности тумаче у смислу прочишћења односно оплемењивања осећајности.

## Грчка трагедија
Приказивање трагедије у Грчкој је била служба богу, део државног култа. Два битна обележја трагедије јесу култ бога Диониса и мит. На развитак трагедије посебно је утицало успостављење тираније у многим полисима: тирани су се посебно ослањали на сељаштво, међу којима је популаран био бог Дионис, који у грчкој митологији није био у потпуности интегрисан у „аристократски” Олимп. Херодот каже да је Арион из Метимне "први спевао дитирамб, дао му наслов и приказао га у Коринту", док Суида бележи: „Кажу да је Арион изумео трагички начин, и да је први саставио хор и спевао дитирмаб, и прозвао тако оно што је хор певао и увео то да сатири говоре стиховима”. Дакле, Арион је од дитирамба створио сатирску песму када је завео обичај да Диониса слави његова пратња, тј. сатири, који се у пренесеном смислу, због браде и блудности, зову τράγοι (= јарци); одатле је и постала реч „трагедија” (τραγῳδία), тј. песма који су певали људи преодевени у сатире.
Атински тиранин Пизистрат увео је две важне светковине: Панатенеје и Велике или Градске Дионисије, за време којих је 534. године ст. е. први пут приказана једна трагедија песника Теспида, кога традиција сматра оцем трагедије. Он је према хору поставио једног силена као глумца, који је хору говорио нешто што је хор подстицало на певање или је с хоровођом заметао разговор. За говор тог глумца, који је почео приказивати и друга лица, употребљен је облик јампске песме, тј. трохејски тетраметар и јампски триметар. Дакле, трагедија је постала у Атини од сатирског дитирамба, који је у њу дошао с Пелопонеза, али трагедија свој коначни облик добија тек после пада Пизистратида, јер оно што је створио Теспид још увек има више "сатирски" карактер.
Садржај трагедија, осим ретких изузетака (нпр. Фринихове Феничанке и Заузеће Милета, Есхилови Персијанци), узет је из мита. То је разумљиво, јер се трагедија развила из хорске лирике, која је, како јој је Стесихор одредио законе, добијала садржај од мита.